# 艾因哈馬姆
36°34′17″N 4°18′35″E / 36.57139°N 4.30972°E

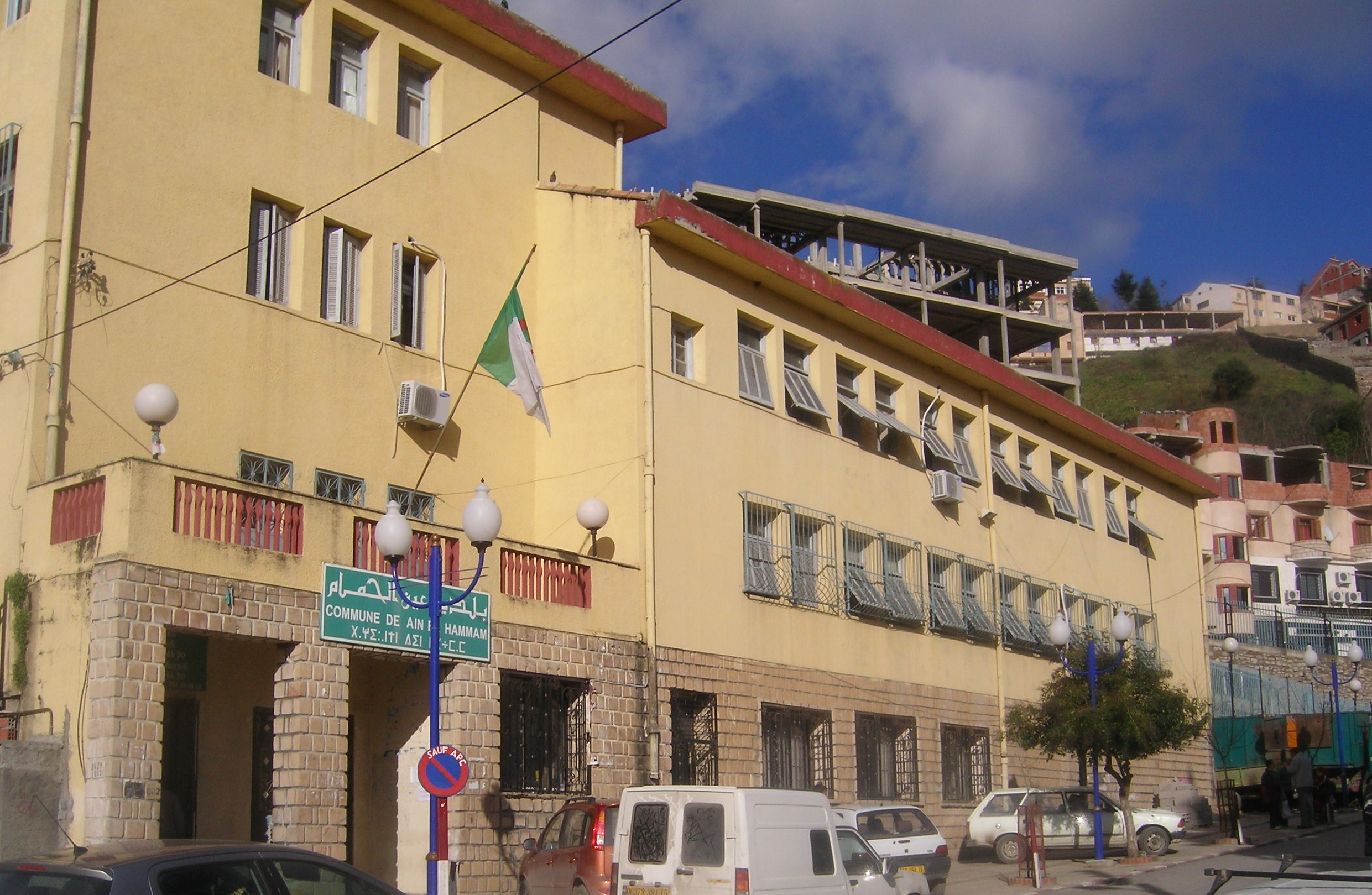
艾因哈馬姆

艾因哈馬姆（阿拉伯语：‎），是阿爾及利亞的城鎮，位於該國北部，由提濟烏祖省負責管轄，是艾因哈馬姆區的首府，面積39平方公里，2008年人口20,401，人口密度每平方公里529人。